# Thilo Versick
Thilo Versick (* 27. November 1985 in Minden) ist ein deutscher Fußballspieler.

## Karriere
Über die Amateurvereine SC Herford, VfL Bückeburg und Rot-Weiß Maaslingen kam Versick im Sommer 2006 in die Jugendabteilung von Arminia Bielefeld. Gleich in seinem ersten Jahr erlitt er einen Kreuzbandriss, der ihn für die Saison 2006/07 ausfallen ließ.
Der Stürmer erhielt zum 1. Januar 2008 einen Profivertrag beim Bielefelder Bundesligisten, nachdem er sich durch gute Leistungen bei Arminias Oberliga-Amateuren für den bis 2011 datierten Vertrag empfahl. Sein Bundesligadebüt gab Versick am 7. Dezember 2007 bei der 1:6-Niederlage der Arminia in Dortmund.
Nachdem Versick im Sommer 2010 in die 2. Mannschaft der Arminia zurückversetzt wurde, wechselte er im Januar 2011 zum SC Wiedenbrück 2000 in die Regionalliga West. Zur Saison 2011/12 wechselte Versick zum Landesligaaufsteiger SV Rödinghausen, mit dem er 2012 in die Westfalenliga und ein Jahr später in die Oberliga Westfalen aufstieg. Zur Saison 2013/14 wechselt Versick zum Landesligisten SC Herford. Mit dem Verein stieg er 2014 in die Westfalenliga auf. 2017 beendete er seine Spielerkarriere.
Aktuell ist Versick Assistent der Geschäftsführung beim DSC Arminia Bielefeld und betreut gemeinsam mit dem ehemaligen Profi Finn Holsing das Projekt "Wir sind Ostwestfalen", welches als Marketing-Maßnahme die Bindung des Vereins zur Region Ostwestfalen weiter verbessern soll.